# Heaven & Hell (àlbum d'Ava Max)

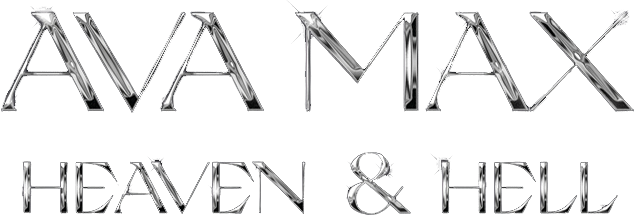
Logotip de Heaven & Hell d'Ava Max.

Heaven & Hell és el primer àlbum d'estudi de la cantant Ava Max, publicat el 18 de Setembre del 2020. Inclou els senzills Sweet But Psycho, Kings & Queens i Who's Laughing Now.

## Antecedents
En una entrevista el desembre de 2019 Ava Max va dir que el seu àlbum estava pràcticament acabat i llest per veure la llum en els propers mesos. El 29 de Juliol del 2020 Ava Max finalment va anunciar oficialment el seu àlbum, confirmant-ne el títol la data de llançament.

## Senzills

### Kings & Queens
El 12 de Març Ava Max va publicar el senzill Kings & Queens. A finals de mes, Max va compartir el videoclip de la cançó.

### Who's Laughing Now
A finals de Maig, Ava Max va anunciar el llançament del seu proper senzill Who's Laughing Now pel 2 de Juny del 2020. A causa de les protestes als Estats Units arran de l'assassinat de George Floyd, el llançament de la cançó es va aplaçar indefinidament. La cançó finalment va veure la llum el 29 de Juliol.